# 丹麦黄金时代

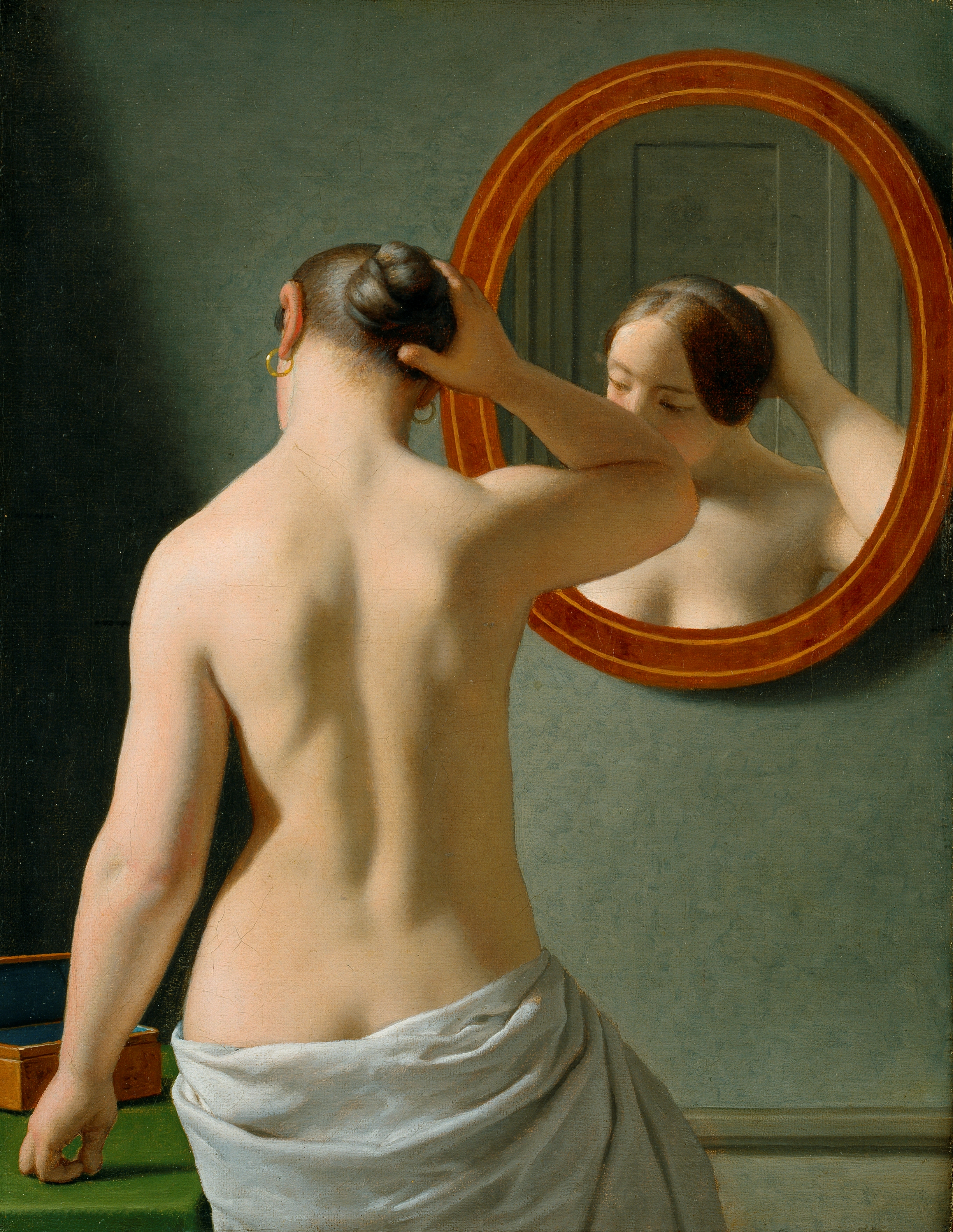
丹麦画家克里斯托弗·威廉·埃克斯贝尔作品

丹麦黄金时代 (英語：Danish Golden Age)是指在19世纪上半叶，尽管首都哥本哈根遭受过火灾，银行破产，以及轰炸，但丹麦在文学，艺术，建筑，音乐方面取得诸多惊人的成就，誉为其巅峰时期。它的发展不仅仅为丹麦带来了巨大成就，还影响了世界的发展。

## 历史

### 绘画
这段时期丹麦涌现出大量画家，诸如克里斯托弗·威廉·埃克斯贝尔以及他的学生，威廉·本茨，克里森·科布克，马丁努斯·罗尔比耶，康斯坦丁·汉森和威廉·马斯特兰德以及雕塑家贝特尔·托瓦尔森.

### 建筑
它也见证了丹麦建筑在新古典主义建筑中的发展。包括建筑师克里斯蒂安·弗雷德里克·汉森和迈克尔·戈特利布·宾德斯柏尔.

### 音乐
在音乐方面，涌现了丹麦浪漫民族主义音乐家约翰·彼得·埃米琉斯·哈特曼，汉斯·克里斯蒂安·伦拜，尼尔斯·加德和芭蕾舞大师奥古斯特·布农维尔。

### 文学
在文学方面，挪威裔丹麦作家亨里克·斯蒂芬斯，以及亚当·戈特洛布·奥伦施拉格，伯恩哈德·塞韦林·英格曼，格龙维和童话大王安徒生。